# Curt Mahr
Curt Mahr (* 23. September 1907 in Schwarza an der Saale, Thüringen; † 30. Juli 1978 in Niedernhausen bei Wiesbaden) war ein deutscher Komponist und Akkordeonist.
Curt Mahr studierte an der Musikhochschule in Leipzig (Meisterklasse Klavier und Horn). Seit 1935 war er als Akkordeonvirtuose tätig. Am 8. Februar 1940 beantragte er die Aufnahme in die NSDAP und wurde zum 1. April desselben Jahres aufgenommen (Mitgliedsnummer 8.052.642). Er gab häufige Gastkonzerte bei Rundfunksendern und war langjähriger Mitarbeiter bei Radio Hamburg (NWDR), später beim Mitteldeutschen Rundfunk in Leipzig. Mahr lebte in Berlin, ab 1950 als freier Komponist und Musikpädagoge in Wiesbaden. 1959 erhielt er die DHV-Ehrennadel in Gold (Deutscher Harmonikaverband e. V.).

## Veröffentlichungen
- ca. 350 Akkordeon-Originalwerke
- mehr als 1000 Akkordeon-Bearbeitungen (veröffentlicht bei vielen Akkordeonmusik-Verlagen, z. B. SCHOTT in Mainz)
- Chorwerke (vor allem Kompositionen für Gemischte Chöre, Männer- und Frauenchöre)
- Original-Kompositionen und Bearbeitungen für Salonorchester und Großes Orchester
- mehrere Schulwerke für Akkordeon und moderne Akkordeontechnik.
  - so u. a.: Curt Mahr: Akkordeon ABC Leicht verständliche Schule für Piano Akkordeon, Matth. Hohner AG, Abt. Musikverlag Trossingen, Edition Schott No. 2412